# Drugi rząd Ilira Mety
Drugi rząd Ilira Mety – rząd Albanii od 12 września 2001 do 21 lutego 2002.

## Skład rządu
| #  | Funkcja                                            | Portret | Imię i nazwisko                 | Kadencja         | Kadencja        | Partia polityczna | Partia polityczna                    |
| #  | Funkcja                                            | Portret | Imię i nazwisko                 | Od               | Do              | Partia polityczna | Partia polityczna                    |
| -- | -------------------------------------------------- | ------- | ------------------------------- | ---------------- | --------------- | ----------------- | ------------------------------------ |
| 1  | Premier                                            |         | Ilir Meta (1969–)               | 12 września 2001 | 21 lutego 2002  |                   | Socjalistyczna Partia Albanii        |
| 2  | Wicepremier                                        |         | Skënder Gjinushi (1949–)        | 12 września 2001 | 21 lutego 2002  |                   | Socjaldemokratyczna Partia Albanii   |
| 3  | Minister finansów                                  |         | Anastas Angjeli (1956–)         | 12 września 2002 | 14 grudnia 2001 |                   | Socjalistyczna Partia Albanii        |
| 3  | Minister finansów                                  |         | Spiri Gjergi Teneqexhiu (1959–) | 14 grudnia 2001  | 21 lutego 2002  |                   | Socjalistyczna Partia Albanii        |
| 4  | Minister robót publicznych i turystyki             |         | Bashkim Fino (1962–)            | 12 września 2001 | 14 grudnia 2001 |                   | Socjalistyczna Partia Albanii        |
| 4  | Minister robót publicznych i turystyki             |         | Blendi Klosi (1971–)            | 14 grudnia 2001  | 21 lutego 2002  |                   | Socjalistyczna Partia Albanii        |
| 5  | Minister rolnictwa i żywności                      |         | Agron Duka (1958–)              | 12 września 2001 | 14 grudnia 2001 |                   | Socjalistyczna Partia Albanii        |
| 5  | Minister rolnictwa i żywności                      |         | Eduard Allushi (1957–)          | 14 grudnia 2001  | 21 lutego 2002  |                   | Socjalistyczna Partia Albanii        |
| 6  | Minister edukacji i nauki                          |         | Ben Blushi (1969–)              | 12 września 2001 | 21 lutego 2002  |                   | Socjalistyczna Partia Albanii        |
| 7  | Minister współpracy gospodarczej i handlu          |         | Ermelinda Meksi (1957–)         | 12 września 2001 | 21 lutego 2002  |                   | Socjalistyczna Partia Albanii        |
| 8  | Minister spraw zagranicznych                       |         | Arta Dade (1953–)               | 12 września 2001 | 21 lutego 2002  |                   | Socjalistyczna Partia Albanii        |
| 9  | Minister środowiska                                |         | Ethem Ruka (1947–)              | 12 września 2001 | 21 lutego 2002  |                   | Socjalistyczna Partia Albanii        |
| 10 | Minister porządku publicznego i spraw wewnętrznych |         | Ilir Gjoni (1962–)              | 12 września 2001 | 21 lutego 2002  |                   | Socjalistyczna Partia Albanii        |
| 11 | Minister obrony                                    |         | Pandeli Majko (1967–)           | 12 września 2001 | 21 lutego 2002  |                   | Socjalistyczna Partia Albanii        |
| 12 | Minister transportu                                |         | Maqo Lakrori (1948–)            | 12 września 2001 | 21 lutego 2002  |                   | Socjalistyczna Partia Albanii        |
| 13 | Minister sprawiedliwości                           |         | Sokol Nako (1970–)              | 12 września 2001 | 21 lutego 2002  |                   | Partia Unii na rzecz Praw Człowieka  |
| 14 | Minister zdrowia                                   |         | Gjergi Koja (1972–)             | 12 września 2001 | 21 lutego 2002  |                   | Socjalistyczna Partia Albanii        |
| 15 | Minister pracy i spraw społecznych                 |         | Skënder Gjinushi (1949–)        | 12 września 2001 | 21 lutego 2002  |                   | Socjaldemokratyczna Partia Albanii   |
| 16 | Minister ds. lokalnych                             |         | Arben Imani (1958–)             | 12 września 2001 | 21 lutego 2002  |                   | Partia Demokratycznego Sojuszu       |
| 17 | Minister kultury, młodzieży i sportu               |         | Luan Rama (1952–)               | 12 września 2001 | 21 lutego 2002  |                   | Socjalistyczna Partia Albanii        |
| 18 | Minister gospodarki i prywatyzacji                 |         | Mustafa Muci (1971–)            | 12 września 2001 | 14 grudnia 2001 |                   | Socjalistyczna Partia Albanii        |
| 18 | Minister gospodarki i prywatyzacji                 |         | Spartak Poçi (1949–)            | 14 grudnia 2001  | 21 lutego 2002  |                   | Socjalistyczna Partia Albanii        |
| 19 | Minister stanu ds. Integracji europejskiej         |         | Paskal Milo (1949–)             | 12 września 2001 | 21 lutego 2002  |                   | Socjaldemokratyczna Partia Albanii   |
| 20 | Minister stanu ds. Energii                         |         | Driftan Prifti (1968–)          | 12 września 2001 | 21 lutego 2002  |                   | Socjalistyczna Partia Albanii        |
| 21 | Minister stanu                                     |         | Ndre Legisi (1958–)             | 12 września 2001 | 21 lutego 2002  |                   | Socjalistyczna Partia Albanii        |
| 21 | Minister stanu                                     |         | Lufter Xhuveli (1941–)          | 12 września 2001 | 21 lutego 2002  |                   | Enwironmentalistyczna Partia Agrarna |
| 22 | Minister stanu ds. Mniejszości                     |         | Niko Kacalidha                  | 12 września 2001 | 21 lutego 2002  |                   | Partia Unii na rzecz Praw Człowieka  |